# Robert Burton (attore 1895)
Robert George Burton, noto anche con lo pseudonimo di Bob Burton (Eastman, 13 agosto 1895 – Woodland Hills, 29 settembre 1962), è stato un attore statunitense.
Ha recitato in oltre 60 film dal 1952 al 1963 ed è apparso in oltre 90 produzioni televisive dal 1954 al 1962.

## Biografia
Robert Burton nacque a Eastman, in Georgia, il 13 agosto 1895. Fece il suo debutto al cinema agli inizi degli anni cinquanta e in televisione nel 1954.
Per gli schermi televisivi interpretò, tra gli altri, Barnes in due episodi della serie Mayor of the Town nel 1954, il dottor Milton in due episodi della serie Medic nel 1956 e il colonnello Stonehenge in due episodi della serie The Many Loves of Dobie Gillis nel 1961 (più un altro episodio con un altro ruolo). Dagli anni cinquanta agli anni 60 continuò a collezionare numerose presenze in decine di serie televisive come guest star o personaggio minore, talvolta con ruoli diversi in più di un episodio, come in quattro episodi di You Are There, quattro episodi di Lux Video Theatre, quattro episodi di Il cavaliere solitario, due episodi di Il tenente Ballinger, due episodi di U.S. Marshal, quattro episodi di The Texan e sei episodi di Disneyland.
Per gli schermi cinematografici ha interpretato, tra gli altri, McDill in Il bruto e la bella del 1952, il generale Samuel E. Roberts in Il prezzo del dovere del 1952, il dottor Willis Shoop in I professori non mangiano bistecche del 1953, il capitano della polizia Bill Williams in Prendeteli vivi o morti del 1953, Warden Keeley in L'urlo dell'inseguito del 1953, lo sceriffo in Inferno del 1953, Mac Andrews in La lancia che uccide del 1954, l'ispettore Adrian Cassidy in Senza scampo del 1954, Pete in Sangue di Caino del 1955, il reverendo Marvin in La mano sinistra di Dio del 1955 e lo sceriffo Jake Kessing in Il ricatto più vile del 1956. Continuò quindi ad interpretare diversi ruoli fino all'anno della sua morte (in particolare in produzioni del genere western) come il colonnello Ira Hansen in Supplizio del 1956, Jeb Cantrell in Rappresaglia del 1956, Tom Gipson in Sfida al tramonto del 1956, W.L. Dietz in Io non sono una spia del 1956, il maggiore Albert Lambert, Lindbergh Sponsor in L'aquila solitaria del 1957, Nathan Conroy in Impiccagione all'alba del 1957, lo sceriffo Travers in Domino Kid del 1957, il dottor Karlton in La strage di Frankenstein del 1957, il vice sceriffo Burt Burton in Fuoco incrociato del 1958, Charles Straus in Frenesia del delitto del 1959, lo scienziato Frederick Wilson nel film horror svedese Rymdinvasion i Lappland del 1959, il procuratore distrettuale Nordeau in Inchiesta in prima pagina del 1959, il colonnello Dowling in Svegliami quando è finito del 1960, il maggiore Roy Geiger in Guadalcanal ora zero del 1960 e Madison in La ragazza più bella del mondo del 1962. L'ultimo suo ruolo per il grande schermo fu quello postumo del professor Galbraith nel film del 1963 The Slime People. Morì a Woodland Hills il 29 settembre 1962.

## Filmografia

### Cinema
- Fearless Fagan, regia di Stanley Donen (1952)
- Il mio uomo (My Man and I), regia di William A. Wellman (1952)
- La ragazza della domenica (Everything I Have Is Yours), regia di Robert Z. Leonard (1952)
- Disperata ricerca (Desperate Search), regia di Joseph H. Lewis (1952)
- Sky Full of Moon, regia di Norman Foster (1952)
- Il bruto e la bella (The Bad and the Beautiful), regia di Vincente Minnelli (1952)
- Il prezzo del dovere (Above and Beyond), regia di Melvin Frank e Norman Panama (1952)
- I professori non mangiano bistecche (Confidentially Connie), regia di Edward Buzzell (1953)
- Vita inquieta (The Girl Who Had Everything), regia di Richard Thorpe (1953)
- Prendeteli vivi o morti (Code Two), regia di Fred M. Wilcox (1953)
- L'urlo dell'inseguito (Cry of the Hunted), regia di Joseph H. Lewis (1953)
- Fast Company, regia di John Sturges (1953)
- A Slight Case of Larceny, regia di Don Weis (1953)
- Spettacolo di varietà (The Band Wagon), regia di Vincente Minnelli (1953)
- Inferno, regia di Roy Ward Baker (1953)
- Amanti latini (Latin Lovers), regia di Mervyn LeRoy (1953)
- Il grande caldo (The Big Heat), regia di Fritz Lang (1953)
- I fratelli senza paura (All the Brothers Were Valiant), regia di Richard Thorpe (1953)
- Il figlio di Kociss (Taza, Son of Cochise), regia di Douglas Sirk (1954)
- Rivolta al blocco 11 (Riot in Cell Block 11), regia di Don Siegel (1954)
- Il terrore delle Montagne Rocciose (Siege at Red River), regia di Rudolph Maté (1954)
- La lancia che uccide (Broken Lance), regia di Edward Dmytryk (1954)
- Senza scampo (Rogue Cop), regia di Roy Rowland (1954)
- Tutti in coperta (Hit the Deck), regia di Roy Rowland (1955)
- A Man Called Peter, regia di Henry Koster (1955)
- L'avventuriero di Hong Kong (Soldier of Fortune), regia di Edward Dmytryk (1955)
- Sangue di Caino (The Road to Denver), regia di Joseph Kane (1955)
- Lay That Rifle Down, regia di Charles Lamont (1955)
- Alamo (The Last Command), regia di Frank Lloyd (1955)
- La mano sinistra di Dio (The Left Hand of God), regia di Edward Dmytryk (1955)
- Conta fino a tre e prega (Count Three and Pray), regia di George Sherman (1955)
- Il ricatto più vile (Ransom!), regia di Alex Segal (1956)
- Vento di terre lontane (Jubal), regia di Delmer Daves (1956)
- Supplizio (The Rack), regia di Arnold Laven (1956)
- Rappresaglia (Reprisal!), regia di George Sherman (1956)
- Sfida al tramonto (The Brass Legend), regia di Gerd Oswald (1956)
- Io non sono una spia (Three Brave Men), regia di Philip Dunne (1956)
- I diffamatori (Slander), regia di Roy Rowland (1957)
- I tre banditi (The Tall T), regia di Budd Boetticher (1957)
- L'aquila solitaria (The Spirit of St. Louis), regia di Billy Wilder (1957)
- Impiccagione all'alba (The Hired Gun), regia di Ray Nazarro (1957)
- Un urlo nella notte (No Down Payment), regia di Martin Ritt (1957)
- Domino Kid, regia di Ray Nazarro (1957)
- La strage di Frankenstein (I Was a Teenage Frankenstein), regia di Herbert L. Strock (1957)
- Lo spietato (The Hard Man), regia di George Sherman (1957)
- I giovani leoni (The Young Lions), regia di Edward Dmytryk (1958)
- Furia d'amare (Too Much, Too Soon), regia di Art Napoleon (1958)
- Fuoco incrociato (Man or Gun), regia di Albert C. Gannaway (1958)
- Martedì grasso (Mardi Gras), regia di Edmund Goulding (1958)
- Frenesia del delitto (Compulsion), regia di Richard Fleischer (1959)
- The 30 Foot Bride of Candy Rock, regia di Sidney Miller (1959)
- La moglie sconosciuta (A Private's Affair), regia di Raoul Walsh (1959)
- Rymdinvasion i Lappland, regia di Virgil W. Vogel (1959)
- Inchiesta in prima pagina (The Story on Page One), regia di Clifford Odets (1959)
- Svegliami quando è finito (Wake Me When It's Over), regia di Mervyn LeRoy (1960)
- Guadalcanal ora zero (The Gallant Hours), regia di Robert Montgomery (1960)
- Sette strade al tramonto (Seven Ways from Sundown), regia di Harry Keller (1960)
- Un professore fra le nuvole (The Absent-Minded Professor), regia di Robert Stevenson (1961)
- Il giardino della violenza (The Young Savages), regia di John Frankenheimer (1961)
- Ada Dallas (Ada), regia di Daniel Mann (1961)
- La dolce ala della giovinezza (Sweet Bird of Youth), regia di Richard Brooks (1962)
- L'uomo di Alcatraz (Birdman of Alcatraz), regia di John Frankenheimer (1962)
- Va' e uccidi (The Manchurian Candidate), regia di John Frankenheimer (1962)
- La ragazza più bella del mondo (Billy Rose's Jumbo), regia di Charles Walters (1962)
- The Slime People, regia di Robert Hutton (1963)

### Televisione
- Disneyland – serie TV, 6 episodi (1958-1962)
- Le avventure di Rin Tin Tin (The Adventures of Rin Tin Tin) – serie TV, 2 episodi (1954-1955)
- Mayor of the Town – serie TV, 2 episodi (1954)
- Waterfront – serie TV, un episodio (1954)
- The Ford Television Theatre – serie TV, un episodio (1954)
- The Web – serie TV, un episodio (1954)
- The Whistler – serie TV, episodio 1x08 (1954)
- Topper – serie TV, episodio 2x11 (1954)
- The Lone Wolf – serie TV, un episodio (1954)
- You Are There – serie TV, 4 episodi (1955-1956)
- Celebrity Playhouse – serie TV, episodi 1x03-1x27 (1955-1956)
- Lux Video Theatre – serie TV, 4 episodi (1955-1956)
- Stories of the Century – serie TV, un episodio (1955)
- Cavalcade of America – serie TV, un episodio (1955)
- I segreti della metropoli (Big Town) – serie TV, un episodio (1955)
- Letter to Loretta – serie TV, un episodio (1955)
- Kings Row – serie TV (1955)
- Il cavaliere solitario (The Lone Ranger) – serie TV, 4 episodi (1956-1957)
- Jane Wyman Presents The Fireside Theatre – serie TV, 2 episodi (1956-1957)
- December Bride – serie TV, un episodio (1956)
- Frontier – serie TV, un episodio (1956)
- Star Stage – serie TV, un episodio (1956)
- State Trooper – serie TV, 2 episodi (1956)
- The People's Choice – serie TV, un episodio (1956)
- The Millionaire – serie TV, un episodio (1956)
- Studio 57 – serie TV, un episodio (1956)
- Medic – serie TV, 2 episodi (1956)
- Four Star Playhouse – serie TV, un episodio (1956)
- Wire Service – serie TV, episodio 1x02 (1956)
- Crusader – serie TV, episodi 1x20-2x02 (1956)
- I racconti del West (Zane Grey Theater) – serie TV, un episodio (1956)
- General Electric Theater – serie TV, episodio 5x12 (1956)
- On Trial – serie TV, un episodio (1956)
- Il tenente Ballinger (M Squad) – serie TV, episodi 1x07-2x28 (1957-1959)
- Tales of Wells Fargo – serie TV, 2 episodi (1957-1960)
- Soldiers of Fortune – serie TV, un episodio (1957)
- Gunsmoke – serie TV, episodio 2x31 (1957)
- Broken Arrow – serie TV, 2 episodi (1957)
- The Web – serie TV, un episodio (1957)
- Climax! – serie TV, 2 episodi (1957)
- Sally – serie TV, un episodio (1957)
- Papà ha ragione (Father Knows Best) – serie TV, un episodio (1957)
- The Californians – serie TV, 3 episodi (1958-1959)
- The Texan – serie TV, 4 episodi (1958-1959)
- The Court of Last Resort – serie TV, episodio 1x13 (1958)
- Richard Diamond (Richard Diamond, Private Detective) – serie TV, un episodio (1958)
- Avventure in fondo al mare (Sea Hunt) – serie TV, un episodio (1958)
- Trackdown – serie TV, un episodio (1958)
- Official Detective – serie TV, un episodio (1958)
- The Gale Storm Show: Oh! Susanna – serie TV, un episodio (1958)
- Perry Mason – serie TV, un episodio (1958)
- L'uomo ombra (The Thin Man) – serie TV, episodio 1x33 (1958)
- Decision – serie TV, un episodio (1958)
- Union Pacific – serie TV, un episodio (1958)
- Indirizzo permanente (77 Sunset Strip) – serie TV, episodio 1x08 (1958)
- The Bob Cummings Show – serie TV, un episodio (1958)
- Alcoa Theatre – serie TV, un episodio (1958)
- Sugarfoot – serie TV, episodi 3x08-3x11 (1959-1960)
- Lassie – serie TV, 2 episodi (1959-1960)
- Carovane verso il west (Wagon Train) – serie TV, 2 episodi (1959-1961)
- Shotgun Slade – serie TV, un episodio (1959)
- Ricercato vivo o morto (Wanted: Dead or Alive) – serie TV, episodio 1x23 (1959)
- The Real McCoys – serie TV, un episodio (1959)
- Border Patrol – serie TV, un episodio (1959)
- Ai confini della realtà (The Twilight Zone) – serie TV, un episodio (1959)
- U.S. Marshal – serie TV, 2 episodi (1959)
- Avventure lungo il fiume (Riverboat) – serie TV, un episodio (1959)
- The Man from Blackhawk – serie TV, un episodio (1959)
- Surfside 6 – serie TV, episodi 1x01-1x25 (1960-1961)
- Furia (Fury) – serie TV, un episodio (1960)
- Johnny Ringo – serie TV, un episodio (1960)
- Hong Kong – serie TV, episodio 1x01 (1960)
- Two Faces West – serie TV, un episodio (1960)
- Coronado 9 – serie TV, un episodio (1961)
- Hawaiian Eye – serie TV, un episodio (1961)
- The Many Loves of Dobie Gillis – serie TV, 3 episodi (1961)
- The Deputy – serie TV, un episodio (1961)
- Hot Off the Wire – serie TV, un episodio (1961)
- Maverick – serie TV, episodio 5x01 (1961)
- The Dick Powell Show – serie TV, episodio 1x01 (1961)
- Mister Ed, il mulo parlante (Mister Ed) – serie TV, un episodio (1961)
- Ben Casey – serie TV, episodio 1x03 (1961)
- Corruptors (Target: The Corruptors) – serie TV, episodio 1x04 (1961)
- Gli intoccabili (The Untouchables) – serie TV, un episodio (1961)
- The Rifleman – serie TV, un episodio (1962)
- Follow the Sun – serie TV, episodio 1x19 (1962)
- Scacco matto (Checkmate) – serie TV, episodio 2x21 (1962)
- Dennis the Menace – serie TV, un episodio (1962)
- The Jack Benny Program – serie TV, un episodio (1962)
- The Tall Man – serie TV, un episodio (1962)
- Bonanza – serie TV, episodio 4x09 (1962)